# Accor Arena
Die Accor Arena (ursprünglich Palais Omnisports de Paris-Bercy, kurz: POPB oder Bercy) ist eine Multifunktionsarena im Pariser Stadtteil Bercy im 12. Arrondissement im Osten der Stadt. Der Bau liegt am nördlichen Ende des 14 Hektar großen Parc de Bercy direkt am rechten Ufer der Seine.

## Geschichte

### Palais Omnisports
Die Halle wurde von den Architekten Michel Andrault, Pierre Parat, Jean Prouvé und Aydın Guvan entworfen. Die Bauarbeiten begannen im Februar 1981 und drei Jahre später konnte am 3. Februar 1984 die Einweihung gefeiert werden. Die Eröffnung nahm Jacques Chirac, der damalige Bürgermeister von Paris und spätere Staatspräsident, vor. Der auch heute noch futuristische Bau in Pyramidenform wird von einer von Jean Prouvé entworfenen Stahlgerüst-Konstruktion überdacht. Sie wird von vier massiven, runden Betonpfeilern getragen. Weiteres markantes Merkmal ist die mit Rasen bepflanzte schräge Außenfassade. Der POPB bietet heute je nach Veranstaltung rund 30 mögliche Konfigurationen und ein Fassungsvermögen von 8.000 bis zu 20.300 Zuschauern. Unweit der Arena liegen die Brücke Pont de Bercy sowie die Station Bercy der Métro Paris.
Innerhalb der Halle befindet sich die Patinoire Sonja Henie, eine kleine Eissporthalle mit 400 Plätzen und einer Eisfläche von 56 × 26 Meter. Sie wurde im Andenken nach Sonja Henie, der erfolgreichsten Eiskunstläuferin der Geschichte, benannt. Das Eishockeyteam der Français Volants empfängt in der Spielstätte seine Gegner.
Die Accor Arena ist Mitglied der European Arenas Association (EAA).

### Bercy Arena
Zum 30. Geburtstag wurde der POPB einer umfangreichen Renovierung und Modernisierung unterzogen. Im Zuge dessen wurde der Palais Omnisports in Bercy Arena umbenannt. Die Arbeiten begannen am 3. März 2014 und nach 18 Monaten und Kosten von 100 Millionen Euro war der Abschluss der Arbeiten für Oktober 2015 angestrebt. Für das ATP-Turnier Paris Masters 2014 wurden die Arbeiten im Oktober/November unterbrochen. Statt der bisher rund 17.000 Besucher fasst die Veranstaltungshalle über 20.000, bei Konzerten sogar 21.000 Besucher. Die Anzahl der V.I.P.-Logen sollte von 18 auf 50 erhöht werden. Für den Entwurf der Arena war das Architekturbüro DVVD verantwortlich.

### AccorHotels Arena
Das französische Hotelunternehmen AccorHotels mit Sitz in der Hauptstadt wurde Ende September 2015 für zehn Jahre die Namenssponsor der Veranstaltungsarena mit einer Option auf fünf weitere Jahre. Am 8. Oktober des Jahres wurde der Vertrag über die Zusammenarbeit unterschrieben. Die Halle trug seitdem den Namen AccorHotels Arena POPB (kurz: AccorHotels Arena). Das Unternehmen zahlt jährlich 4,15 Millionen Euro. Am 14. Oktober 2015 wurde die Halle wiedereröffnet.

### Accor Arena
Nach der Umbenennung des Namensgebers in Accor im Jahr 2019 wurde der Name der Mehrzweckhalle im Februar 2020 angepasst.

## Sportveranstaltungen
Die Accor Arena war Austragungsort für eine Vielzahl von Welt- und Europameisterschaften. So fanden unter anderem die Leichtathletik-Hallenweltmeisterschaften 1997, die Basketball-Europameisterschaft 1999, die Turn-Europameisterschaften der Frauen 2000 und der Electronic Sports World Cup 2006 in der Arena in Bercy statt. Das ATP-Tennis-Hallenturnier Paris Masters wird jährlich in der Arena ausgetragen. Seit 2007 findet ebenfalls jährlich, bis auf 2015 wegen der Umbauarbeiten und 2021 wegen der COVID-19-Pandemie, das Finale des nationalen Eishockeypokals, der Coupe de France, im Palais Omnisports statt. Im Mai 2010 wurde außerdem das Endspiel des Basketball-Europacups, der EuroLeague 2009/10, dort ausgetragen und in 2012 die 21. WKF-Karate-Weltmeisterschaften.
Auch typische Outdoorsportarten werden dort abgehalten, wie zum Beispiel Beachvolleyball, Beachrugby, Jet-Ski, Windsurfen oder Segeln (gesegelt wurde in der Bootsklasse Mini 12er), aber auch diverse Motorsportveranstaltungen wie das Kartrennen EDF Master Kart. Das Supercross Paris-Bercy (Motocross) war von 1984 bis 2013 in der Arena beheimatet. Wegen der Umbauarbeiten im Omnisports wurde diese Veranstaltung ab 2014 im Stade Pierre-Mauroy in Lille ausgetragen. 2017 kehrte das Supercross de Paris nach Paris in die Paris La Défense Arena zurück. Ebenfalls 2017 war die Arena einer der neun Austragungsorte der Handball-Weltmeisterschaft der Männer sowie, neben der Lanxess Arena in Köln, Spielort der Eishockey-Weltmeisterschaft. 
Bei den Olympischen Sommerspielen 2024 fanden in der Arena die Wettbewerbe im Basketball (Finalrunde), Kunstturnen und Trampolinturnen statt.
Am 24. Mai 2024 wurde Frankreich Ausrichter der Eishockey-Weltmeisterschaft der Herren 2028. Neben der LDLC Arena in Lyon ist die Accor Arena als zweiter Spielort der Titelkämpfe vorgesehen.

## Konzerte
Das Bercy ist außer für Sportereignisse eine viel genutzte Halle für Konzerte. Das erste Konzert im Palais Omnisports von Paris-Bercy gab am 29. Februar 1984 die Hard-Rock-Gruppe Scorpions mit der Vorgruppe Mama’s Boys. 
Darüber hinaus traten dort u. a. AC/DC, Arcade Fire, blink-182, Bon Jovi, Booba, Britney Spears, Bryan Adams, Céline Dion, Christine and the Queens, Daft Punk, Depeche Mode, Dorothée, Eric Clapton, Ed Sheeran, Guns N’ Roses, Indochine, Iron Maiden, Janet Jackson, Jack Johnson, Jay-Z, Johnny Hallyday, Kanye West, Kiss, KoRn, Lady Gaga, Linkin Park, Lorie, Madonna, Mariah Carey, Marilyn Manson, Metallica, Michel Sardou, Pearl Jam, Paul McCartney, Phil Collins, Prince, Rammstein, Red Hot Chili Peppers, Scorpions, Sean Paul, Shakira, Justin Bieber, The Rolling Stones, Tina Turner, Tokio Hotel und Tri Yann auf.
Kultstatus genießen die Auftritte von Mylène Farmer, insbesondere die zwischen dem 13. und 29. Januar 2006 veranstalteten 13 Konzerte ihrer «Avant Que L’Ombre»-Tour, die bereits kurz nach Vorverkaufsstart Ende 2004 ausverkauft waren. Da die Aufbauten dieser gigantischen Bühnenshow nicht abgebaut und transportiert werden sollten, war das Bercy die einzige bespielte Arena der Tournee. 2013 fanden hier im September zehn ausverkaufte Konzerte ihrer «Timeless 2013»-Tour statt.
Im Dezember 2015 traten bei einem Konzert von U2 die Eagles of Death Metal als Special Guest gemeinsam mit der Band in der Arena auf. Anlass waren unter anderem die Terroranschläge am 13. November 2015 in Paris, bei denen Eagles of Death Metal persönlich betroffen waren.
Am 6. und 7. März 2012 entstand in dieser Halle das Rohmaterial zu dem im März 2017 veröffentlichten Konzertfilm Rammstein: Paris. Der Regisseur Jonas Åkerlund filmte hier zwei Konzerte, die die Berliner Band vor jeweils 17.000 Fans gab.
Die Gruppe Metallica stellte 2017 einen neuen Zuschauerrekord auf. Am 10. September 2017 füllten 18.896 Zuschauer die Arena.

## Sonstige Veranstaltungen
In der Halle finden auch Musicals, Shows und ähnliche Veranstaltungen statt. Dazu gehören Danse Avec Les Stars – La Tournee (in Deutschland unter dem Namen Let’s Dance bekannt), der Cirque du Soleil, Spiele der Basketball-Showtruppe Harlem Globetrotters oder die Eislaufshows Holiday on Ice und L’Age de Glace Live! (nach der Filmreihe Ice Age). 
Die Halle wird auch für politische Veranstaltungen genutzt. Im Rennen um die französische Präsidentschaft 2007 fand am 18. April des Jahres eine Wahlkampfveranstaltung des Kandidaten François Bayrou (UDF) statt. Fünf Jahre später im Präsidentschaftswahlkampf 2012 gab es am 29. April eine Parteiversammlung der Parti socialiste mit Kandidat François Hollande, wenige Tage vor der Stichwahl gegen Präsident Nicolas Sarkozy von der UMP.

## Galerie

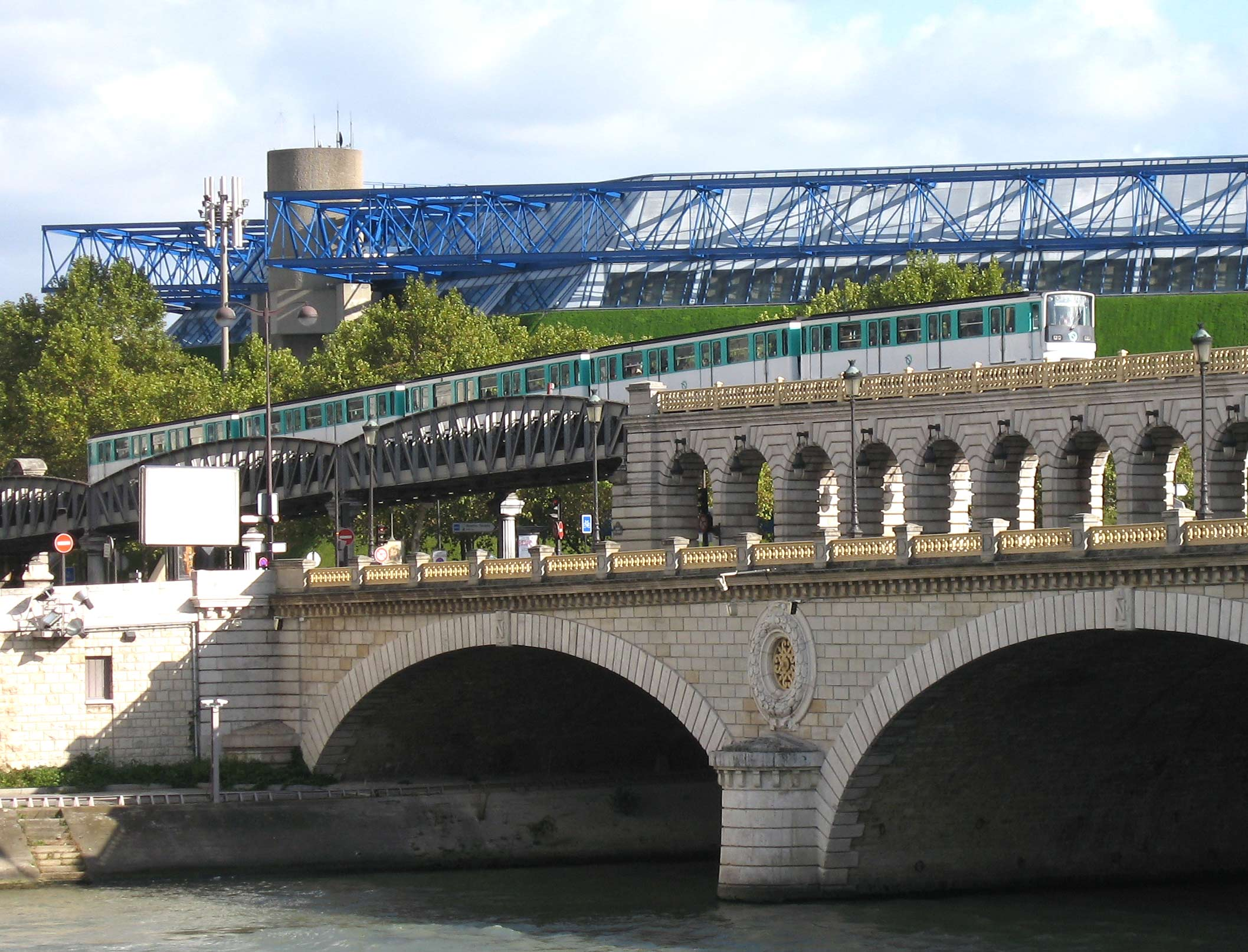
Die Pont de Bercy und der Palais Omnisports (2006)
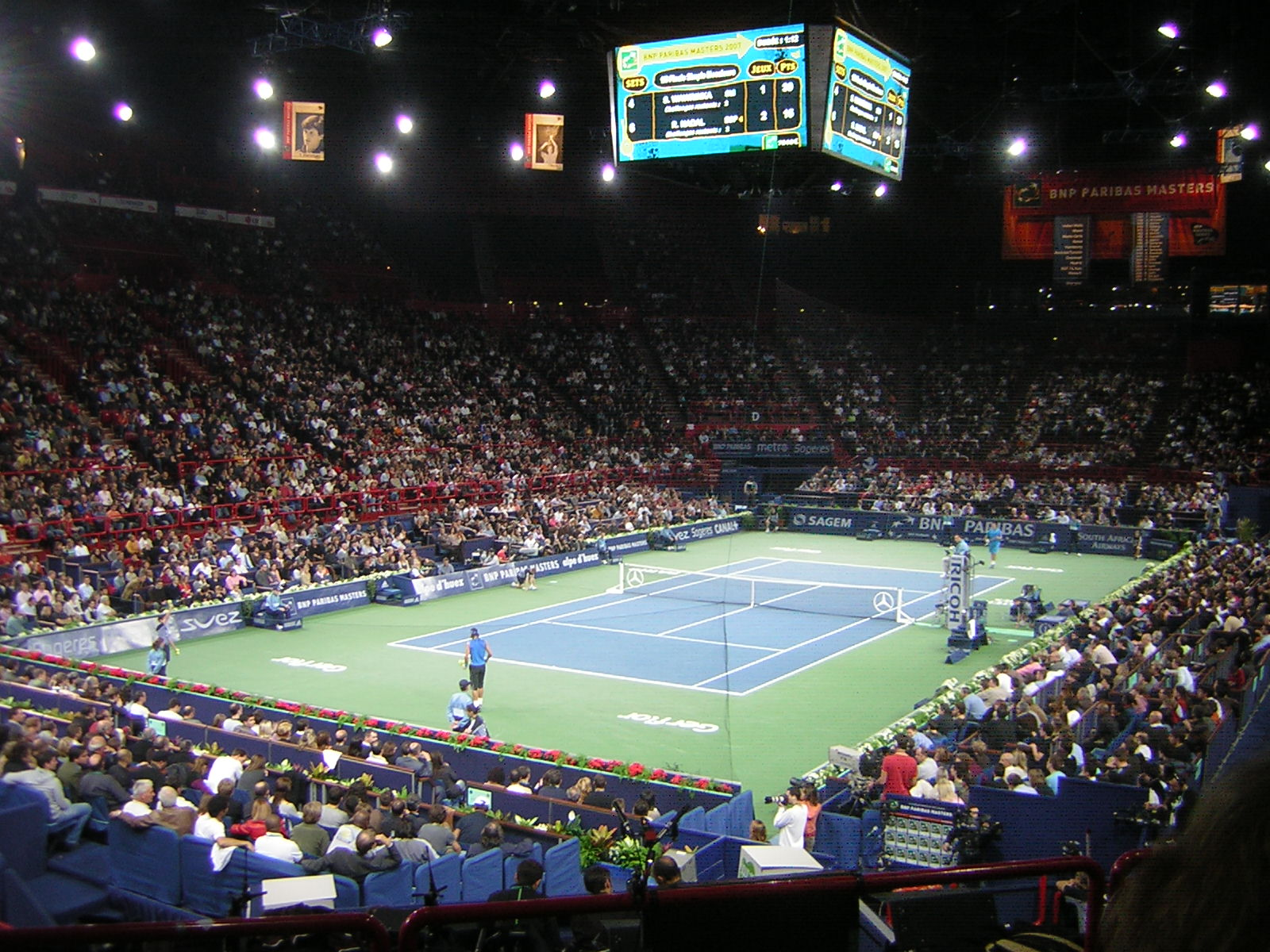
Spiel Nadal gegen Wawrinka bei den Paris Masters 2007
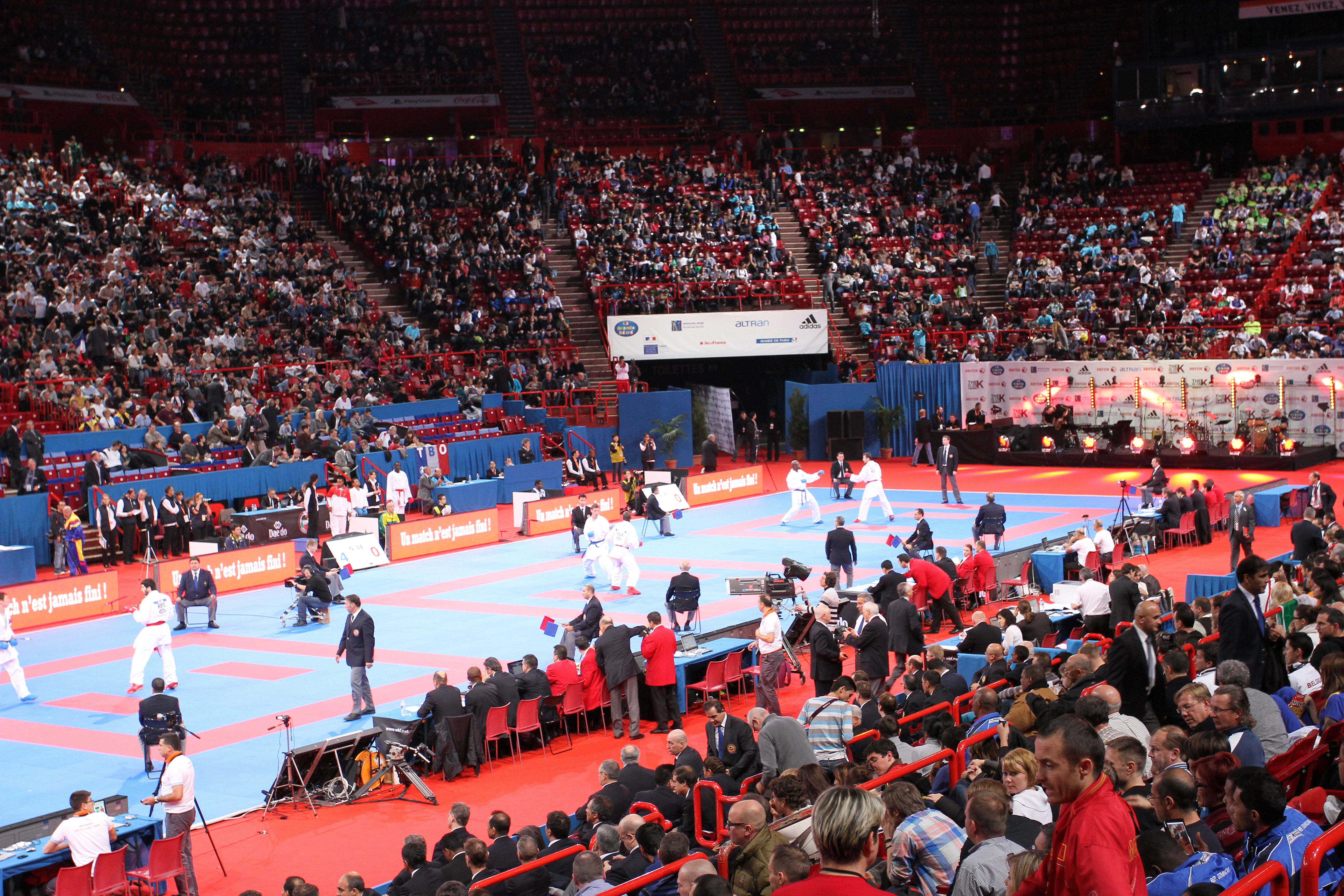
Innenansicht während der Karate-Weltmeisterschaften 2012
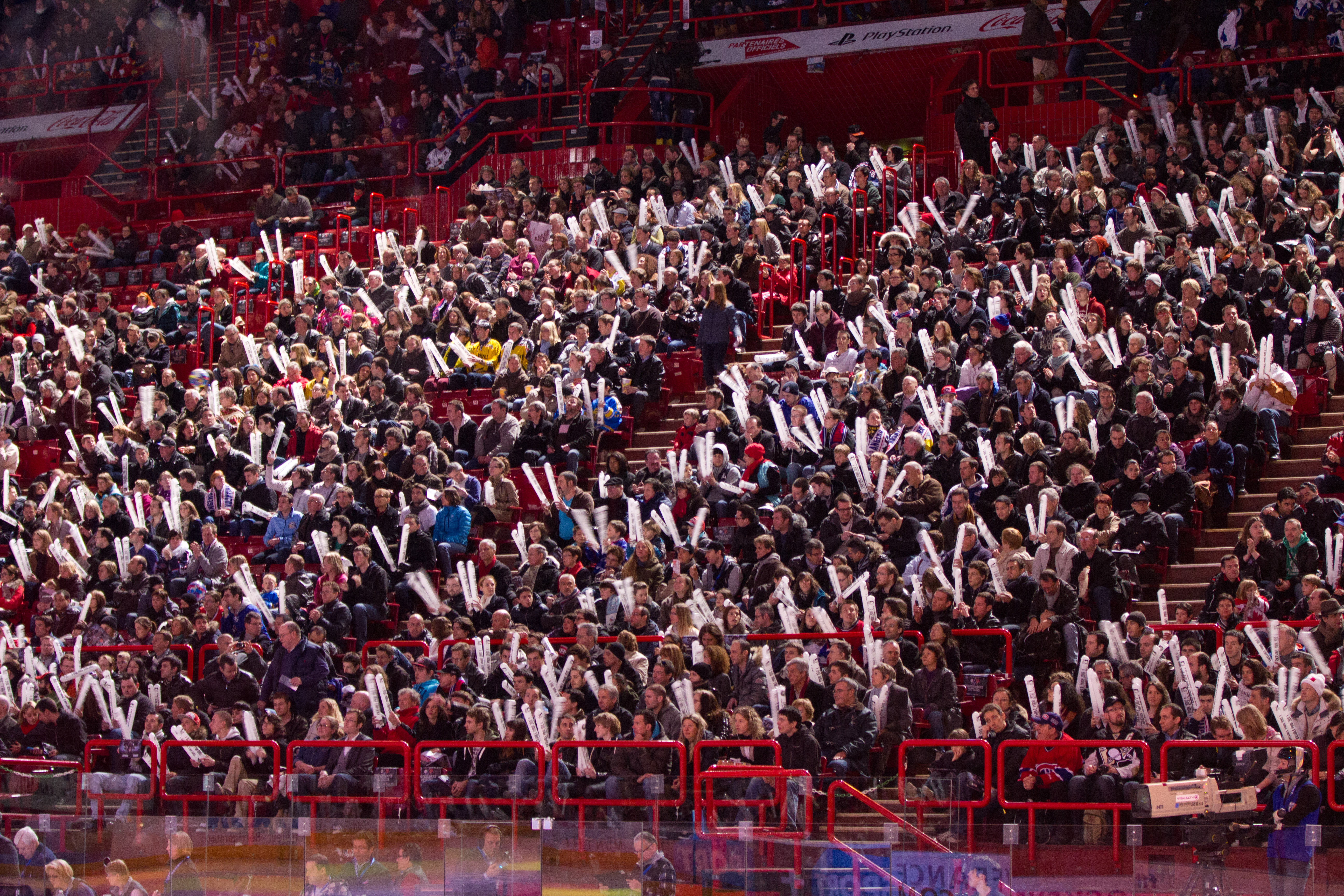
Zuschauer beim Finale des Coupe de France 2013 im Eishockey
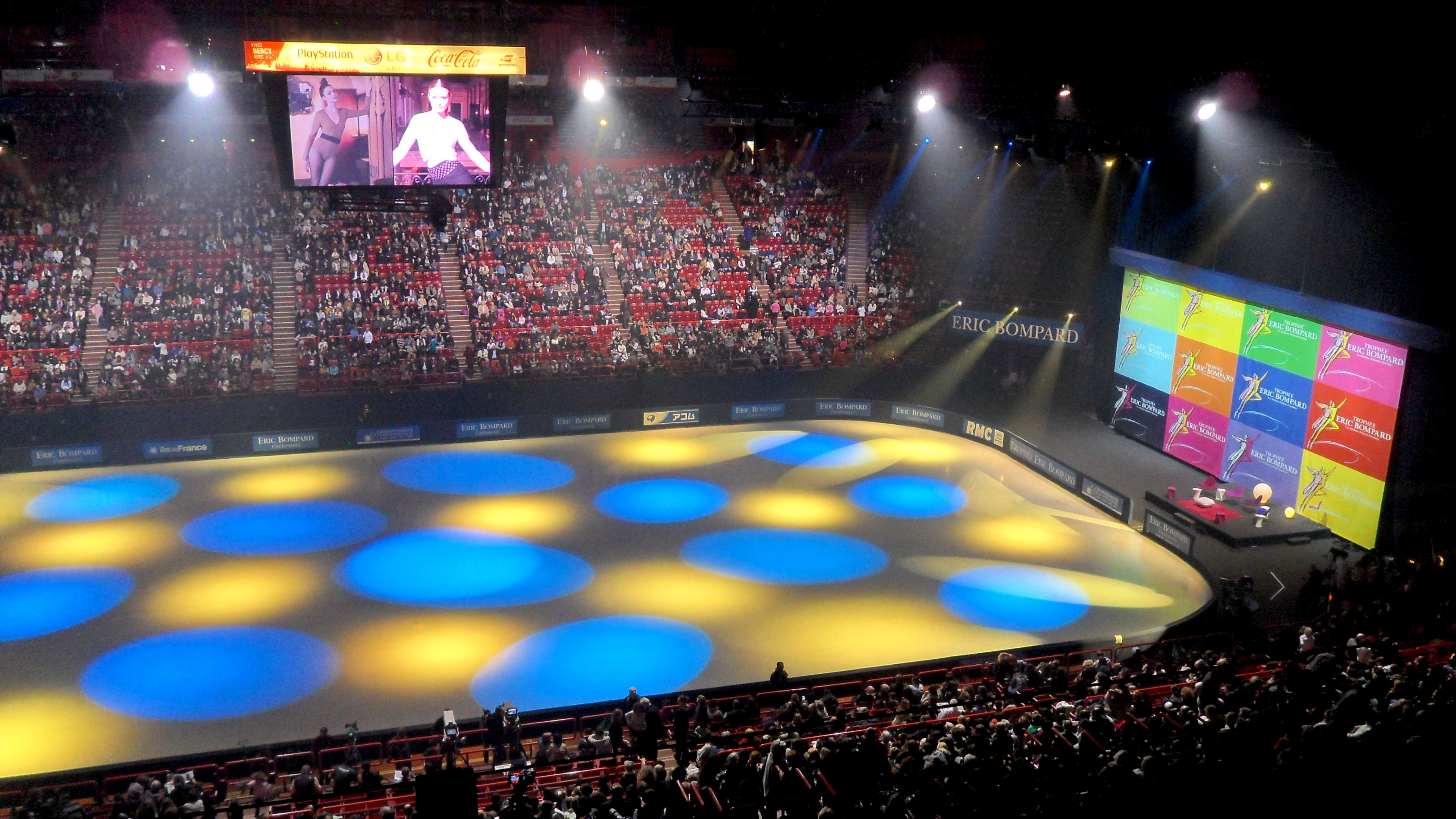
Trophée Eric Bompard 2011
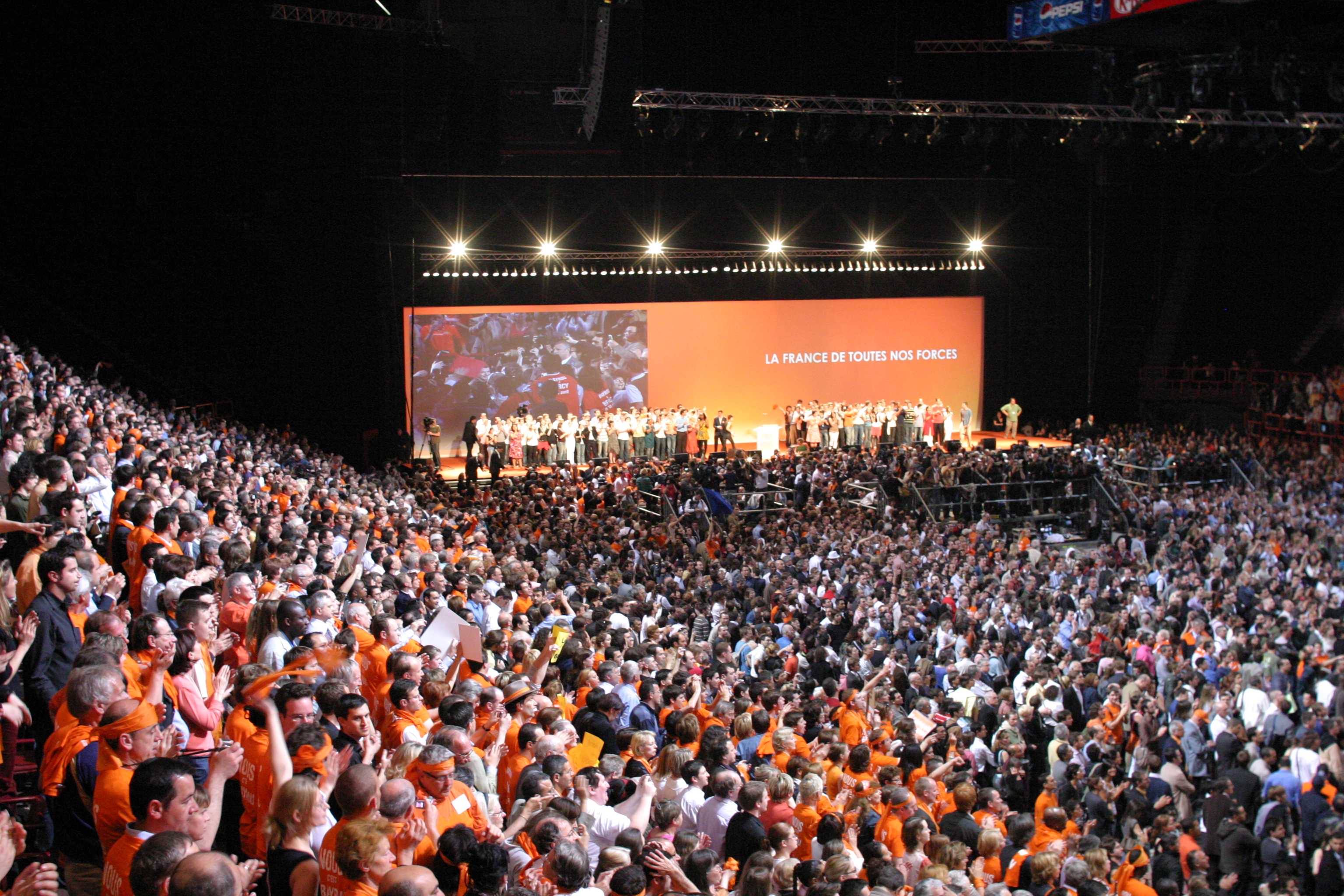
Wahlkampfveranstaltung von François Bayrou (UDF) am 18. April 2007
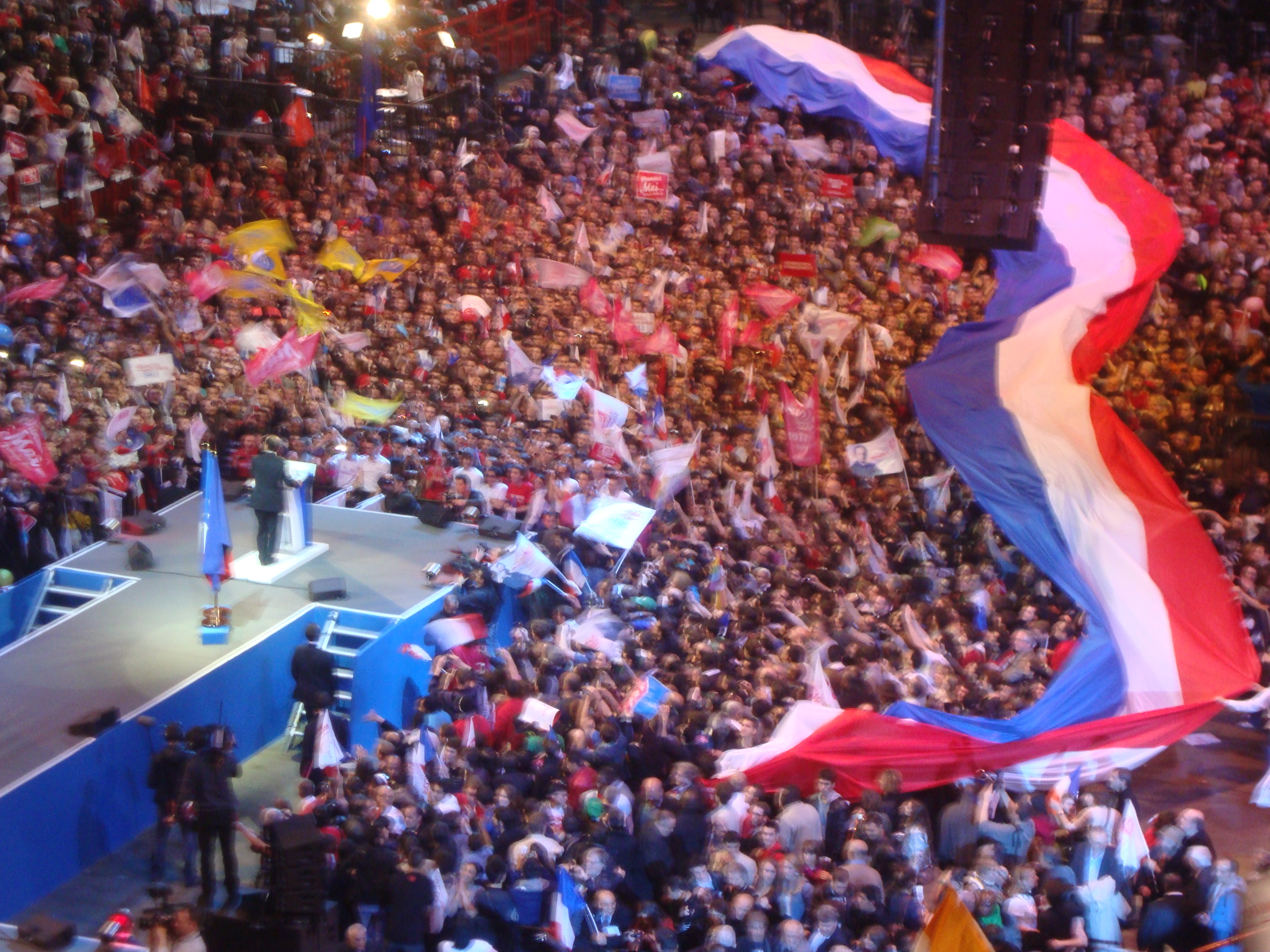
Wahlveranstaltung des späteren Präsidenten François Hollande (PS) am 29. April 2012
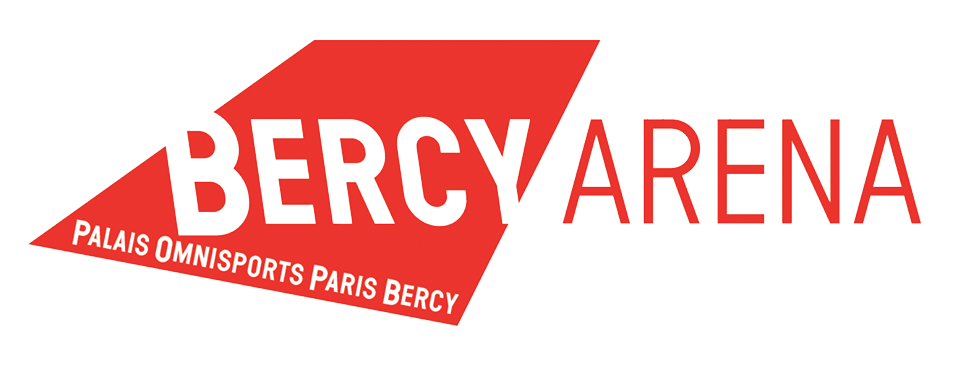
Logo von 2014 bis 2015